# بهراماری پرانایاما
 بهراماری پرانایاما (براهماری پرانایاما)  (به انگلیسی: bhramari pranayama) به معنی تنفس زنبوری (صدای زنبور) است. نوعی تنفس مکمّل که از طریق به کارگیریِ حنجره، با محدود نمودن خروج هوا در بازدم و ایجاد صوتی شبیه وزوز زنبور، در عمق گلو، باعث تحریک قدرتمند ارتعاش OM که از ساقهٔ مغز (بصل النخاع) سرچشمه می‌گیرد می‌شود. صدای حاصل از تنفس زنبوری بسیار آرامش بخش است. این تمرین تنش ذهنی و اضطراب را بر طرف می‌کند و به کاهش خشم کمک می‌نماید.

## تنفس زنبوری
تنفس زنبوری باید پس از وضعیت‌های یوگا، نادی شودانا و اشکال حرکتی پرانا یاما تمرین شود.

## بیداری آگاهی
تنفس زنبوری به بیداری حساسیت روانی و آگاهی از ارتعاشات ظریف کمک می‌کند و آرامش بخش و تنش ذهنی و اضطراب را بر طرف و به کاهش خشم کمک می‌کند.